# Open de Malaisie (badminton)
Pour les articles homonymes, voir Open de Malaisie.
Ne doit pas être confondu avec Masters de Malaisie.
L'Open de Malaisie est un tournoi international annuel de badminton créé en 1937 par la Fédération malaisienne de badminton (BAM) qui se déroule principalement à Kuala Lumpur. 
Auparavant, il s'est joué dans des villes comme Johor Bahru, Kota Kinabalu, Kuching, Penang, Selangor ou Kuantan. 
Il fait partie depuis 2007 des tournois professionnels classés Super Series par la Fédération mondiale de badminton (BWF) qui l'a reclassé SuperSeries Premier en 2014, devenant un des tournois majeurs du calendrier international. En 2018, il devient Super 750 dans le nouveau circuit BWF World Tour puis Super 1000 pour le cycle 2023-2026.

## Palmarès
| 1990                      | Rashid Sidek                                           | Huang Hua                                              | Kim Moon-soo Park Joo-bong                             | Chung Myung-hee Chung So-young                         | Park Joo-bong Chung Myung-hee                          |
| 1991                      | Rashid Sidek                                           | Sarwendah Kusumawardhani                               | Kim Moon-soo Park Joo-bong                             | Hwang Hye-young Chung So-young                         | Lee Sang-bok Chung So-young                            |
| 1992                      | Rashid Sidek                                           | Huang Hua                                              | Cheah Soon Kit Soo Beng Kiang                          | Ge Fei Gu Jun                                          | Thomas Lund Pernille Dupont                            |
| 1993                      | Ardy Wiranata                                          | Susi Susanti                                           | Rexy Mainaky Ricky Subagja                             | Lim Xiaoqing Christine Magnusson                       | Michael Søgaard Gillian Gowers                         |
| 1994                      | Joko Suprianto                                         | Susi Susanti                                           | Rexy Mainaky Ricky Subagja                             | Ge Fei Gu Jun                                          | Jan-Eric Antonsson Astrid Crabo                        |
| 1995                      | Alan Budikusuma                                        | Susi Susanti                                           | Pramote Teerawiwatana Sakrapee Thongsari               | Julie Bradbury Joanne Wright                           | Kim Dong-moon Gil Young-ah                             |
| 1996                      | Ong Ewe Hock                                           | Zhang Ning                                             | Cheah Soon Kit Yap Kim Hock                            | Marlene Thomsen Rikke Olsen                            | Tri Kusharjanto Minarti Timur                          |
| 1997                      | Hermawan Susanto                                       | Susi Susanti                                           | Rexy Mainaky Ricky Subagja                             | Ge Fei Gu Jun                                          | Liu Yong Ge Fei                                        |
| 1998                      | Peter Gade                                             | Zhang Ning                                             | Tony Gunawan Halim Haryanto                            | Marlene Thomsen Rikke Olsen                            | Tri Kusharjanto Minarti Timur                          |
| 1999                      | Luo Yigang                                             | Dai Yun                                                | Tony Gunawan Candra Wijaya                             | Ge Fei Gu Jun                                          | Michael Søgaard Rikke Olsen                            |
| 2000                      | Taufik Hidayat                                         | Gong Zhichao                                           | Lee Dong-soo Yoo Yong-sung                             | Ge Fei Gu Jun                                          | Tri Kusharjanto Minarti Timur                          |
| 2001                      | Ong Ewe Hock                                           | Gong Ruina                                             | Sigit Budiarto Candra Wijaya                           | Huang Nanyan Yang Wei                                  | Bambang Suprianto Emma Ermawati                        |
| 2002                      | James Chua                                             | Hu Ting                                                | Liu Yong Chen Qiqiu                                    | Huang Nanyan Yang Wei                                  | Nathan Robertson Gail Emms                             |
| 2003                      | Chen Hong                                              | Zhou Mi                                                | Kim Dong-moon Lee Dong-soo                             | Yang Wei Zhang Jiewen                                  | Kim Dong-moon Ra Kyung-min                             |
| 2004                      | Lee Chong Wei                                          | Zhang Ning                                             | Choong Tan Fook Lee Wan Wah                            | Yang Wei Zhang Jiewen                                  | Zhang Jun Gao Ling                                     |
| 2005                      | Lee Chong Wei                                          | Zhang Ning                                             | Sigit Budiarto Candra Wijaya                           | Yang Wei Zhang Jiewen                                  | Lee Jae-jin Lee Hyo-jung                               |
| 2006                      | Lee Chong Wei                                          | Zhang Ning                                             | Chan Chong Ming Koo Kien Keat                          | Gao Ling Huang Sui                                     | Zhang Jun Gao Ling                                     |
| BWF Super Series          |                                                        |                                                        |                                                        |                                                        |                                                        |
| 2007                      | Peter Gade                                             | Zhu Lin                                                | Koo Kien Keat Tan Boon Heong                           | Gao Ling Huang Sui                                     | Zheng Bo Gao Ling                                      |
| 2008                      | Lee Chong Wei                                          | Tine Rasmussen                                         | Markis Kido Hendra Setiawan                            | Yang Wei Zhang Jiewen                                  | He Hanbin Yu Yang                                      |
| 2009                      | Lee Chong Wei                                          | Tine Rasmussen                                         | Jung Jae-sung Lee Yong-dae                             | Lee Hyo-jung Lee Kyung-won                             | Nova Widianto Liliyana Natsir                          |
| 2010                      | Lee Chong Wei                                          | Wang Xin                                               | Koo Kien Keat Tan Boon Heong                           | Du Jing Yu Yang                                        | Tao Jia Ming Zhang Yawen                               |
| 2011                      | Lee Chong Wei                                          | Wang Shixian                                           | Chai Biao Guo Zhendong                                 | Tian Qing Zhao Yunlei                                  | He Hanbin Ma Jin                                       |
| 2012                      | Lee Chong Wei                                          | Wang Yihan                                             | Fang Chieh-min Lee Sheng-mu                            | Christinna Pedersen Kamilla Rytter Juhl                | Zhang Nan Zhao Yunlei                                  |
| 2013                      | Lee Chong Wei                                          | Tai Tzu-ying                                           | Mohammad Ahsan Hendra Setiawan                         | Bao Yixin Tian Qing                                    | Joachim Fischer Nielsen Christinna Pedersen            |
| BWF SuperSeries Premier   |                                                        |                                                        |                                                        |                                                        |                                                        |
| 2014                      | Lee Chong Wei                                          | Li Xuerui                                              | Goh V Shem Lim Khim Wah                                | Bao Yixin Tang Jinhua                                  | Xu Chen Ma Jin                                         |
| 2015                      | Chen Long                                              | Carolina Marín                                         | Mohammad Ahsan Hendra Setiawan                         | Luo Ying Luo Yu                                        | Zhang Nan Zhao Yunlei                                  |
| 2016                      | Lee Chong Wei                                          | Ratchanok Intanon                                      | Kim Gi-jung Kim Sa-rang                                | Tang Yuanting Yu Yang                                  | Tontowi Ahmad Liliyana Natsir                          |
| 2017                      | Lin Dan                                                | Tai Tzu-ying                                           | Marcus Fernaldi Gideon Kevin Sanjaya Sukamuljo (en)    | Yuki Fukushima Sayaka Hirota                           | Zheng Siwei Chen Qingchen                              |
| BWF World Tour Super 750  |                                                        |                                                        |                                                        |                                                        |                                                        |
| 2018                      | Lee Chong Wei                                          | Tai Tzu-ying                                           | Takeshi Kamura Keigo Sonoda                            | Misaki Matsutomo Ayaka Takahashi                       | Zheng Siwei Huang Yaqiong                              |
| 2019                      | Lin Dan                                                | Tai Tzu-ying                                           | Li Junhui Liu Yuchen                                   | Chen Qingchen Jia Yifan                                | Zheng Siwei Huang Yaqiong                              |
| 2020, 2021                | Éditions annulées en raison de la pandémie de Covid-19 | Éditions annulées en raison de la pandémie de Covid-19 | Éditions annulées en raison de la pandémie de Covid-19 | Éditions annulées en raison de la pandémie de Covid-19 | Éditions annulées en raison de la pandémie de Covid-19 |
| 2022                      | Viktor Axelsen                                         | Ratchanok Intanon                                      | Takuro Hoki Yugo Kobayashi                             | Apriyani Rahayu Siti Fadia Silva Ramadhanti            | Zheng Siwei Huang Yaqiong                              |
| BWF World Tour Super 1000 |                                                        |                                                        |                                                        |                                                        |                                                        |
| 2023                      | Viktor Axelsen                                         | Akane Yamaguchi                                        | Fajar Alfian Muhammad Rian Ardianto                    | Chen Qingchen Jia Yifan                                | Zheng Siwei Huang Yaqiong                              |
| 2024                      | Anders Antonsen                                        | An Se-young                                            | Liang Weikeng Wang Chang                               | Liu Shengshu Tan Ning                                  | Yuta Watanabe Arisa Higashino                          |
| 2025                      | Shi Yuqi                                               | An Se-young                                            | Kim Won-ho Seo Seung-jae                               | Yuki Fukushima Mayu Matsumoto                          | Dechapol Puavaranukroh (en) Supissara Paewsampran (en) |